# Janvier 1819

## Événements
- 25 janvier, États-Unis : Thomas Jefferson, l’auteur de la Déclaration d’indépendance et le troisième président américain fonde l’université de Virginie.

- 29 janvier : Sir Thomas Stamford Raffles, un agent de la Compagnie anglaise des Indes orientales, occupe Singapour sur une île qu’il achète au sultan de Johore le 6 février[1]. La « cité des lions » prend vite un essor considérable jusqu’à devenir le plus grand port d’Extrême-Orient.

## Naissances
- 3 janvier : Charles Piazzi Smyth (mort en 1900), astronome britannique.
- 16 janvier : Henri Blanc-Fontaine, peintre français († 20 décembre 1897).
- 31 janvier : Jean-Augustin Barral, chimiste, physicien et agronome français.

## Décès
- 8 janvier : Valentin Vodnik, poète slovène (1758-1819).